# Richard Tuwei
Richard Tuwei (* 20. Mai 1954) ist ein ehemaliger kenianischer Mittelstrecken- und Hindernisläufer.
Bei den Commonwealth Games wurde er 1978 in Edmonton Siebter über 1500 m und 1982 in Brisbane Zehnter über 3000 m Hindernis.
Bei den Leichtathletik-Weltmeisterschaften 1983 in Helsinki erreichte er über 3000 m Hindernis das Halbfinale.
1982 wurde er für die Washington State University startend NCAA-Meister über 3000 m Hindernis.

## Persönliche Bestzeiten
- 1500 m: 3:40,12 min, 9. Juli 1982, Paris
- 1 Meile: 3:59,56 min, 15. August 1983, Kopenhagen
- 2000 m: 5:04,70 min, 26. Juni 1983, Edinburgh
- 3000 m: 7:45,28 min, 28. Juni 1983, Oslo
- 5000 m: 13:30,60 min, 4. Juli 1983, Stockholm
- 3000 m Hindernis: 8:18,22 min, 12. Juli 1983, Hengelo